# Alessandro del Palatinato-Zweibrücken
Alessandro del Palatinato-Zweibrücken, detto "lo Zoppo" (tedesco: Pfalzgraf Alexander von Zweibrücken "der Hinkende"; 26 novembre 1462 – Zweibrücken, 31 ottobre 1514), fu conte palatino e duca di Zweibrücken e conte di Veldenz dal 1489 al 1514 insieme al fratello Gaspare.

## Biografia

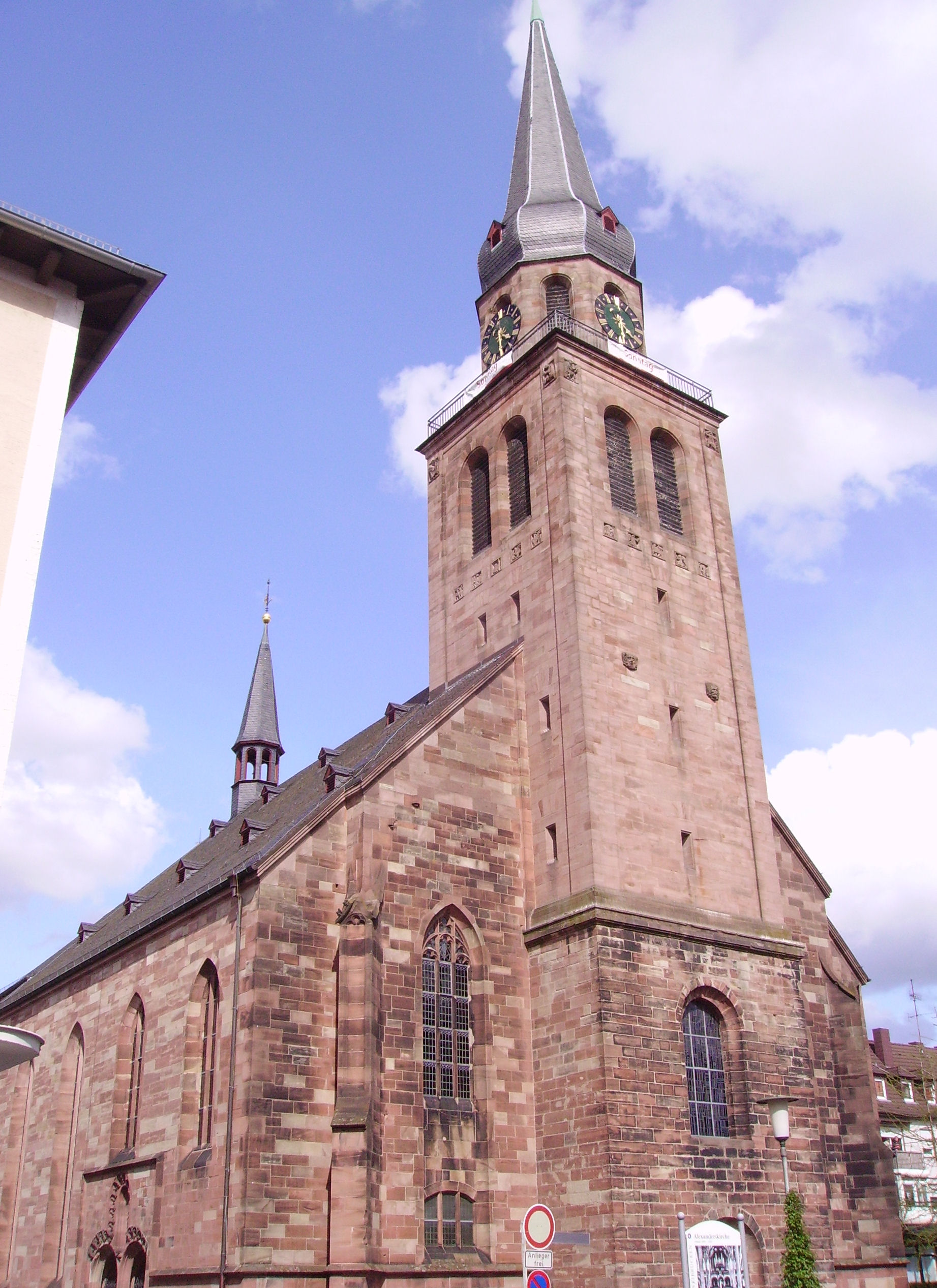
La Alexanderskirche a Zweibrücken

Alessandro era il secondo figlio maschio di Luigi I, conte palatino di Zweibrücken (1424-1489) e di sua moglie Giovanna (1435-1504), figlia di Antoine I de Croÿ, conte di Porcéan. Durante l'infanzia Alessandro si ammalò di vaiolo rimanendo paralizzato ad una gamba, il che gli fece guadagnare il soprannome di "lo Zoppo". Alessandro successe a suo padre nel 1489 insieme al fratello Gaspare che catturò e tenne prigioniero fino alla sua morte nel 1527 nel castello di Veldenz.
Nel 1495, Alessandro, insieme con suo cugino, il vescovo Antoine de Croÿ e suo cognato, il conte Giovanni Luigi di Nassau-Saarbrücken si recò in pellegrinaggio in Terra santa dove suo cognato ed il loro accompagnatori Schweickhardt von Sickingen, Stephan von Veningen ed Heinrich von Schwarzenberg, furono nominati cavalieri dell'ordine equestre del Santo Sepolcro di Gerusalemme. Il diario di viaggio fu pubblicato nel 1584. Alessandro volle in seguito costruire una chiesa a lui intitolata a Zweibrücken, la Alexanderskirche. Spesso è stato fatto una relazione tra il pellegrinaggio e la costruzione della chiesa

## Matrimonio e figli
Alessandro sposò nel 1499 a Zweibrücken Margherita (1480–1522), figlia del conte Kraft VI di Hohenlohe in Neuenstein, da cui ebbe i seguenti figli:
- Giovanna (1499–1537),  suora nel chiostro di Sant'Agnese a Treviri
- Luigi II (1502–1532), conte palatino e duca di Zweibrücken

sposò nel 1525 la principessa Elisabetta d'Assia (1503–1563)
- Giorgio (1503–1537), canonico a Treviri
- Margherita (1509–1522), suora nel monastero cistercense di Marienberg nei pressi di Boppard
- Roberto (1506–1544), conte palatino e duca di Veldenz

sposò nel 1537 la vilgravia e renegravia Ursula di Salm-Kyrburg (1515–1601)
- Caterina (1510–1542), prima monaca nel chiostro di Marienberg[3]

sposò nel 1541 il conte Ottone IV di Rietberg (1520–1552)

## Ascendenza
|                                            |                |                                  | Genitori                        |  |  | Nonni |  |  | Bisnonni               |  |  | Trisnonni                 |  |
|                                            |                |                                  |                                 |  |  |       |  |  | Roberto del Palatinato |  |  | Roberto II del Palatinato |  |
|                                            |                |                                  |                                 |  |  |       |  |  | Roberto del Palatinato |  |  | Roberto II del Palatinato |  |
|                                            |                | Beatrice d'Aragona               |                                 |  |  |       |  |  | Roberto del Palatinato |  |  |                           |  |
| Stefano del Palatinato-Simmern-Zweibrücken |                |                                  |                                 |  |  |       |  |  | Roberto del Palatinato |  |  |                           |  |
|                                            |                | Elisabetta di Norimberga         | Federico V di Norimberga        |  |  |       |  |  |                        |  |  |                           |  |
|                                            |                | Elisabetta di Norimberga         | Federico V di Norimberga        |  |  |       |  |  |                        |  |  |                           |  |
|                                            |                | Elisabetta di Norimberga         | Elisabetta di Meißen            |  |  |       |  |  |                        |  |  |                           |  |
| Luigi I del Palatinato-Zweibrücken         |                | Elisabetta di Norimberga         |                                 |  |  |       |  |  |                        |  |  |                           |  |
|                                            |                | Federico III di Veldenz          | Enrico III di Veldenz           |  |  |       |  |  |                        |  |  |                           |  |
|                                            |                | Federico III di Veldenz          | Enrico III di Veldenz           |  |  |       |  |  |                        |  |  |                           |  |
|                                            |                | Federico III di Veldenz          | Loretta di Sponheim-Starkenburg |  |  |       |  |  |                        |  |  |                           |  |
| Anna di Veldenz                            |                | Federico III di Veldenz          |                                 |  |  |       |  |  |                        |  |  |                           |  |
|                                            |                | Margherita di Nassau-Saarbrücken | Giovanni I di Nassau-Weilburg   |  |  |       |  |  |                        |  |  |                           |  |
|                                            |                | Margherita di Nassau-Saarbrücken | Giovanni I di Nassau-Weilburg   |  |  |       |  |  |                        |  |  |                           |  |
|                                            |                | Margherita di Nassau-Saarbrücken | Giovanna di Saarbrücken         |  |  |       |  |  |                        |  |  |                           |  |
| Alessandro del Palatinato-Zweibrücken      |                | Margherita di Nassau-Saarbrücken |                                 |  |  |       |  |  |                        |  |  |                           |  |
|                                            | Jean I de Croÿ | Guillaume de Croÿ                |                                 |  |  |       |  |  |                        |  |  |                           |  |
|                                            | Jean I de Croÿ | Guillaume de Croÿ                |                                 |  |  |       |  |  |                        |  |  |                           |  |
|                                            | Jean I de Croÿ | Isabeau de Renty                 |                                 |  |  |       |  |  |                        |  |  |                           |  |
| Antoine I de Croÿ                          | Jean I de Croÿ |                                  |                                 |  |  |       |  |  |                        |  |  |                           |  |
|                                            |                | Marie de Craon                   | …                               |  |  |       |  |  |                        |  |  |                           |  |
|                                            |                | Marie de Craon                   | …                               |  |  |       |  |  |                        |  |  |                           |  |
|                                            |                | Marie de Craon                   | …                               |  |  |       |  |  |                        |  |  |                           |  |
| Giovanna di Croÿ                           |                | Marie de Craon                   |                                 |  |  |       |  |  |                        |  |  |                           |  |
|                                            |                | Antonio di Vaudémont             | Federico I di Vaudémont         |  |  |       |  |  |                        |  |  |                           |  |
|                                            |                | Antonio di Vaudémont             | Federico I di Vaudémont         |  |  |       |  |  |                        |  |  |                           |  |
|                                            |                | Antonio di Vaudémont             | Margheria di Joinville          |  |  |       |  |  |                        |  |  |                           |  |
| Margherita de Vaudémont                    |                | Antonio di Vaudémont             |                                 |  |  |       |  |  |                        |  |  |                           |  |
|                                            |                | Maria di Harcourt                | Giovanni VII di Harcourt        |  |  |       |  |  |                        |  |  |                           |  |
|                                            |                | Maria di Harcourt                | Giovanni VII di Harcourt        |  |  |       |  |  |                        |  |  |                           |  |
|                                            |                | Maria di Harcourt                | Maria d'Alençon                 |  |  |       |  |  |                        |  |  |                           |  |
|                                            |                | Maria di Harcourt                |                                 |  |  |       |  |  |                        |  |  |                           |  |